# TSV Barmke
Der TSV Barmke von 1906 e. V. ist ein deutscher Sportverein mit Sitz in Barmke, einem Ortsteil der niedersächsischen Gemeinde Helmstedt im gleichnamigen Landkreis. Bekannt ist der Verein durch seine Frauenfußballmannschaft, welche seit der Saison 2022/23 in der drittklassigen Regionalliga Nord spielt.

## Geschichte
Der Verein wurde 1906 als Männerturnverein Barmke gegründet und entwickelte sich im Laufe der Jahrzehnte zu einem Mehrspartenverein. Nach einer Unterbrechung des Spielbetriebs in den 1960er Jahren erfolgte 1978 die Wiedergründung. Seitdem wuchs der Verein kontinuierlich und bietet heute neben Fußball unter anderem Tennis, Volleyball, Gymnastik, Aerobic, Kinderturnen, Zumba, Dart und eine Samba-Gruppe an. Der TSV Barmke ist mit rund 438 Mitgliedern (Stand 2023) einer der zentralen Sportvereine der Region und engagiert sich auch im Bereich Umweltschutz. Das Vereinsgelände umfasst ein Sportheim sowie eine vereinseigene Sporthalle, die 2005 eingeweiht wurde. 2006 feierte der Verein sein 100-jähriges Bestehen.

## Fußball

### Frauen
Die Frauenmannschaft begann in der Saison 2003/04 in der Kreisliga und stieg bis zur Saison 2007/08 in die Bezirksliga auf. In der Spielzeit 2011/12 trat die Mannschaft in der Landesliga Braunschweig an, wo sie sich am Ende der Saison 2015/16 die Meisterschaft mit 57 Punkten erspielte und in die Oberliga aufstieg. Nach der Saison 2021/22 gelang der Mannschaft mit 40 Punkten der erste Platz. Beim Aufstiegsspiel der Saison 2021/22 für die Regionalliga Nord wurde die Mannschaft der SG Timmel/Moormerland/Nortmoor besiegt, wodurch der Aufstieg in die Regionalliga Nord gelang. 2023 gewann sie den Niedersachsenpokal der Frauen durch einen 3:1-Sieg gegen Eintracht Braunschweig.

### Männer
Die Männer-Mannschaft spielt nach dem Abstieg aus der Kreisliga Helmstedt seit der Saison 2023/24 in der 1. Kreisklasse Helmstedt.

## Persönlichkeiten
- Jana Burmeister
- Martina Müller